# Alfred Roßner
Alfred Roßner (* 17. Dezember 1906 in Oelsnitz/Vogtl.; † 18. Dezember 1943 (Datum fraglich) in Sosnowiec) war ein deutscher Unternehmer aus dem sächsischen Vogtland, der während der NS-Zeit im deutsch besetzten Polen zahlreiche Juden vor Deportationen rettete. Er wird auch als „Oskar Schindler des Vogtlandes“ bezeichnet.

## Leben
Alfred Roßner kam 1906 in Oelsnitz zur Welt und wuchs in Falkenstein im Vogtland auf. Dort besuchte er die Volksschule und die heutige Wilhelm-Adolph-von-Trützschler Oberschule. In jungen Jahren freundete er sich mit den Kindern der jüdischen Familie Verleger an. Diese wurde im Rahmen der „Polenaktion“ 1938 aus Deutschland ausgewiesen, der Kontakt brach aber nicht ab. Als die Familie nach dem Beginn des Zweiten Weltkriegs ihre Textilfirma in der kleinpolnischen Stadt Będzin durch Enteignung verlor, wandte sich deren Sohn Ariel an seinen deutschen Freund.
Wegen seiner angeschlagenen Gesundheit musterte die Wehrmacht Roßner aus. Der Textilkaufmann kam 1940 nach Będzin (Region Zagłębie Dąbrowskie, Dombrowaer Kohlebecken, im annektierten neuen „Ostoberschlesien“) und wurde dort als Treuhänder für enteignete jüdische Firmen eingesetzt. In den ihm unterstellten Schneiderwerkstätten mit zeitweilig 8000 Beschäftigten wurden Uniformen für die deutsche Wehrmacht gefertigt, die Produktion galt als kriegswichtig. Deshalb bekamen Roßners Untergebene besondere Ausweise, die sie in gewissem Umfang vor Deportationen in die Vernichtungslager schützten. Auch enge Angehörige waren dadurch geschützt. Roßner tat alles in seiner Macht stehende, um Juden in seinem Zuständigkeitsbereich vor der Ermordung zu bewahren. Zum Beispiel ließ er geheime Verstecke für sie anlegen und ermöglichte einigen von ihnen, mit gefälschten Papieren aus Będzin zu fliehen. Er fuhr sogar selbst in das Będziner Ghetto, um Juden, in einem Lastwagen voller Kleidung versteckt, von dort hinauszubringen. So konnte die Jüdin Lena Goldstein mit blond gefärbten Haaren nach Falkenstein zurückkehren und sich bis zum Kriegsende bei Verwandten Roßners verstecken.
Wie viele Menschen Roßner retten konnte, ist unklar. Im Sommer 1943 wurde das Ghetto von Będzin liquidiert. Die Gestapo erfuhr von Roßners Aktivitäten, er wurde verhaftet und starb im Dezember 1943 im Gefängnis in Sosnowiec (Sosnowitz); nach anderer Darstellung wurde er einen Monat später hingerichtet. Über die Urteilsgründe ist nichts bekannt.
Von den acht damals schon erwachsenen Kindern der Familie Verleger überlebten nur die beiden Söhne Ariel und Ernst. Ihre Geschwister starben, wie auch ihre Mutter, im Vernichtungslager Auschwitz.

## Ehrung und Andenken
Lange Zeit war Roßners Geschichte vergessen. Doch von ihm gerettete Juden bewirkten 1995 seine postume Ehrung als Gerechter unter den Völkern in Yad Vashem. In Falkenstein war 2010 auf dem Friedhof eine Gedenktafel für Roßner aufgestellt worden. Seit 18. März 2022 erinnert dort ein Denkmal in Form einer Stele an ihn.
Die Heimatstadt Roßners, Falkenstein, verleiht seit 2022 die Alfred-Roßner-Medaille, die an Personen oder Institutionen, die sich Verdienste um eine demokratische und tolerante Zivilgesellschaft erworben haben, vergeben wird. Erster Preisträger war mit Ralph Ide der Stadtarchivar Falkensteins, der mit Schülern der Falkensteiner Oberschule Recherchen zur Geschichte des Judentums in Falkenstein anstellte.